# Zakerana mudduraja
Espèce
Synonymes
- Fejervarya mudduraja Kuramoto, Joshy, Kurabayashi & Sumida, 2008

Zakerana mudduraja est une espèce d'amphibiens de la famille des Dicroglossidae.

## Répartition
Cette espèce est endémique de l'État du Karnataka dans le sud de l'Inde. Elle se rencontre dans les districts de Kodagu et de Chikmagalur.

## Publication originale
- Kuramoto, Joshy, Kurabayashi & Sumida, 2008 "2007" : The genus Fejervarya (Anura: Ranidae) in central Western Ghats, India, with descriptions of four new cryptic species. Current Herpetology, Kyoto, vol. 26, no 2, p. 81-105.